# 플랑쉐렐 정리
수학에서 플랑쉐렐 정리(때때로 파르세발 –플랑쉐렐 항등식)는 1910년 스위스 수학자 미셸 플랑쉐렐이 증명한 조화 해석학의 결과이다. 함수의 제곱 적분은 해당 주파수 스펙트럼의 제곱 적분과 동일하다는 정리이다. 즉, {\displaystyle f(x)}는 실수에서 정의된 함수이고, {\displaystyle {\widehat {f}}(\xi )}는 주파수 스펙트럼이면,
{\displaystyle \int _{-\infty }^{\infty }|f(x)|^{2}\,dx=\int _{-\infty }^{\infty }|{\widehat {f}}(\xi )|^{2}\,d\xi .}
보다 정확한 공식은 다음과 같다: 함수가 두 르베그 공간 {\displaystyle L^{1}(\mathbb {R} )}과 {\displaystyle L^{2}(\mathbb {R} )} 모두에 있으면 푸리에 변환은 {\displaystyle L^{2}(\mathbb {R} )} 안에 있고, 푸리에 변환 사상은 L2 노름에 대한 등장사상이다. 이는 {\displaystyle L^{1}(\mathbb {R} )\cap L^{2}(\mathbb {R} )}으로 제한된 푸리에 변환 사상이 선형 등장사상{\displaystyle L^{2}(\mathbb {R} )\mapsto L^{2}(\mathbb {R} )}(때로는 플랑쉐렐 변환이라고도 한다.)에 대한 유일한 확장이 있다. 이 등장사상은 실제로 유니터리 사상이다. 실제로 이는 제곱 적분 가능한 함수의 푸리에 변환에 대해 말하는 것을 가능하게 한다.
플랑쉐렐의 정리는 n 차원 유클리드 공간 {\displaystyle \mathbb {R} ^{n}}에 명시된 대로 유효하다. 정리는 또한 국소 콤팩트 아벨 균에서 더 일반적으로 유지된다. 특정 기술적 가정을 만족하는 비가환 국소 콤팩트 군에 적합한 플랑쉐렐 정리 버전도 있다. 이것이 비가환 조화 해석학의 주제이다.
푸리에 변환의 유니터리성은 푸리에 급수의 유니터리성을 증명하는 데 사용된 이전(그러나 덜 일반적인) 결과를 기반으로 과학 및 공학 분야에서 종종 파르세발의 정리라고 불린다.

극화 항등식으로 인해 플랑쉐렐의 정리를 {\displaystyle L^{2}(\mathbb {R} )} 두 함수의 내적에 적용할 수 있다. 즉, 만약 {\displaystyle f(x)}과 {\displaystyle g(x)}이 {\displaystyle L^{2}(\mathbb {R} )} 함수이고 {\displaystyle {\mathcal {P}}}가 플랑쉐렐 변환을 나타내면, {\displaystyle \int _{-\infty }^{\infty }f(x){\overline {g(x)}}\,dx=\int _{-\infty }^{\infty }({\mathcal {P}}f)(\xi ){\overline {({\mathcal {P}}g)(\xi )}}\,d\xi ,}이고 만약에 {\displaystyle f(x)}과 {\displaystyle g(x)}가 더욱이 {\displaystyle L^{1}(\mathbb {R} )} 함수이면, {\displaystyle ({\mathcal {P}}f)(\xi )={\widehat {f}}(\xi )=\int _{-\infty }^{\infty }f(x)e^{-2\pi i\xi x}\,dx,} 그리고 {\displaystyle ({\mathcal {P}}g)(\xi )={\widehat {g}}(\xi )=\int _{-\infty }^{\infty }g(x)e^{-2\pi i\xi x}\,dx,} 그래서
{\displaystyle \int _{-\infty }^{\infty }f(x){\overline {g(x)}}\,dx=\int _{-\infty }^{\infty }{\widehat {f}}(\xi ){\overline {{\widehat {g}}(\xi )}}\,d\xi .}

## 같이 보기
- 구면 함수에 대한 플랑쉐렐 정리

## 참고자료
1. ↑  Cohen-Tannoudji, Claude; Dupont-Roc, Jacques; Grynberg, Gilbert (1997). 《Photons and Atoms : Introduction to Quantum Electrodynamics》. Wiley. 11쪽. ISBN 0-471-18433-0.

- Plancherel, Michel (1910), “Contribution à l'étude de la représentation d'une fonction arbitraire par des intégrales définies”, 《Rendiconti del Circolo Matematico di Palermo》 30 (1): 289–335, doi:10.1007/BF03014877, S2CID 122509369.
- Dixmier, J. (1969), 《Les C*-algèbres et leurs Représentations》, Gauthier Villars.
- Yosida, K. (1968), 《Functional Analysis》, Springer Verlag.